# Ellidshøj (plaats)
Ellidshøj is een plaats in de Deense regio Noord-Jutland, gemeente Aalborg, en telt 542 inwoners (2007).